# Puig de Castellet

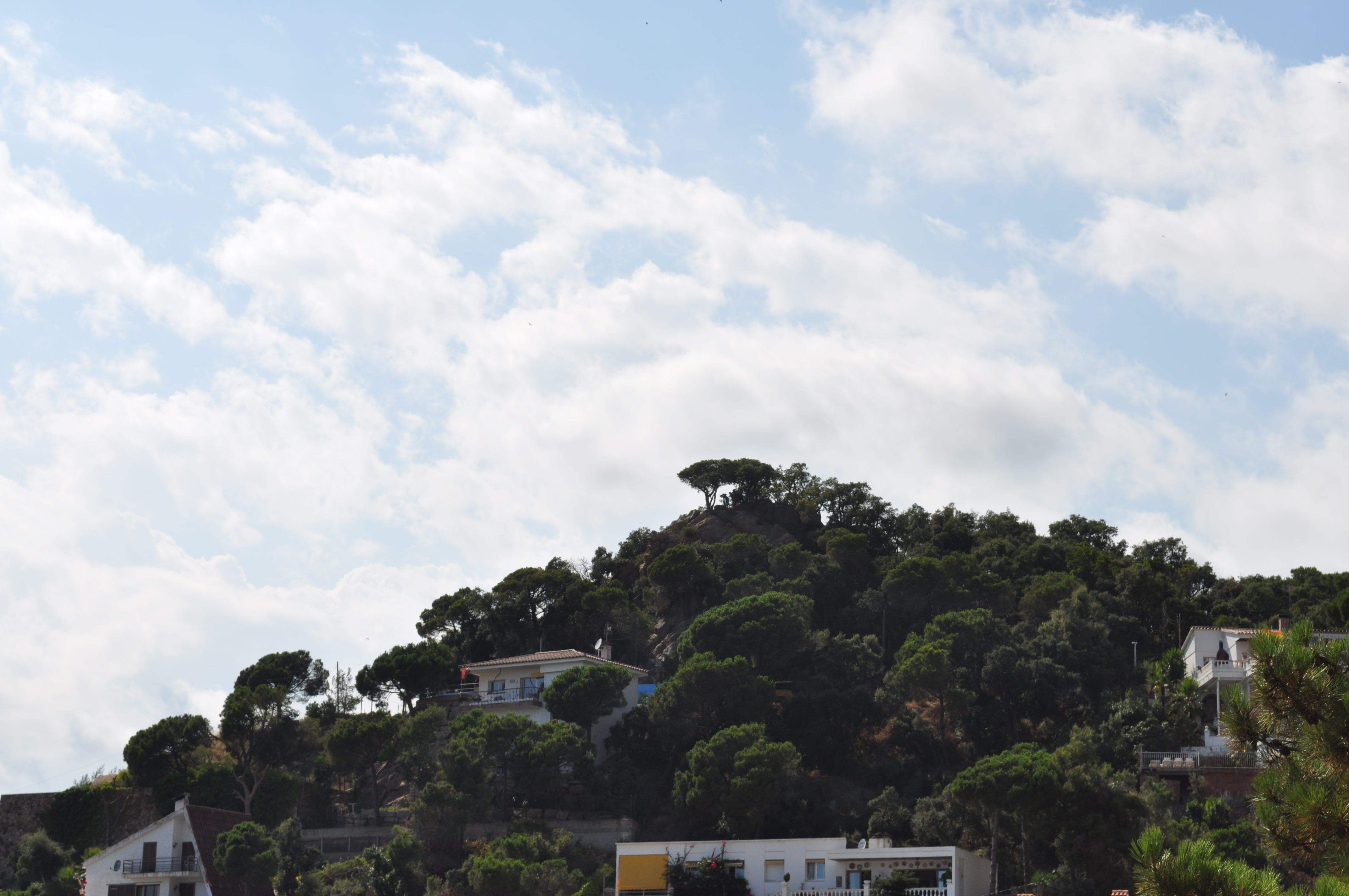
Gipfel des Puig de Castellet

Puig de Castellet ist ein Hügel oberhalb von Lloret de Mar, ein Aussichtspunkt über die Stadt und eine Ausgrabungsstelle einer iberischen Befestigungsanlage. Sie ist Teil der Ruta dels Ibers.

## Geographische Lage
Der Hügel Puig de Castellet befindet sich ca. 2 Kilometer nördlich von Lloret de Mar. Er ist Teil der Küstengebirgskette Serralada Litoral. Mit einer Höhe von 197,42 Metern über NN bietet er einen weiten Ausblick über das Meer, die Stadt Lloret de Mar und die Küstengegend bis Blanes und bis zum Fluss Tordera.

## Iberische Befestigung

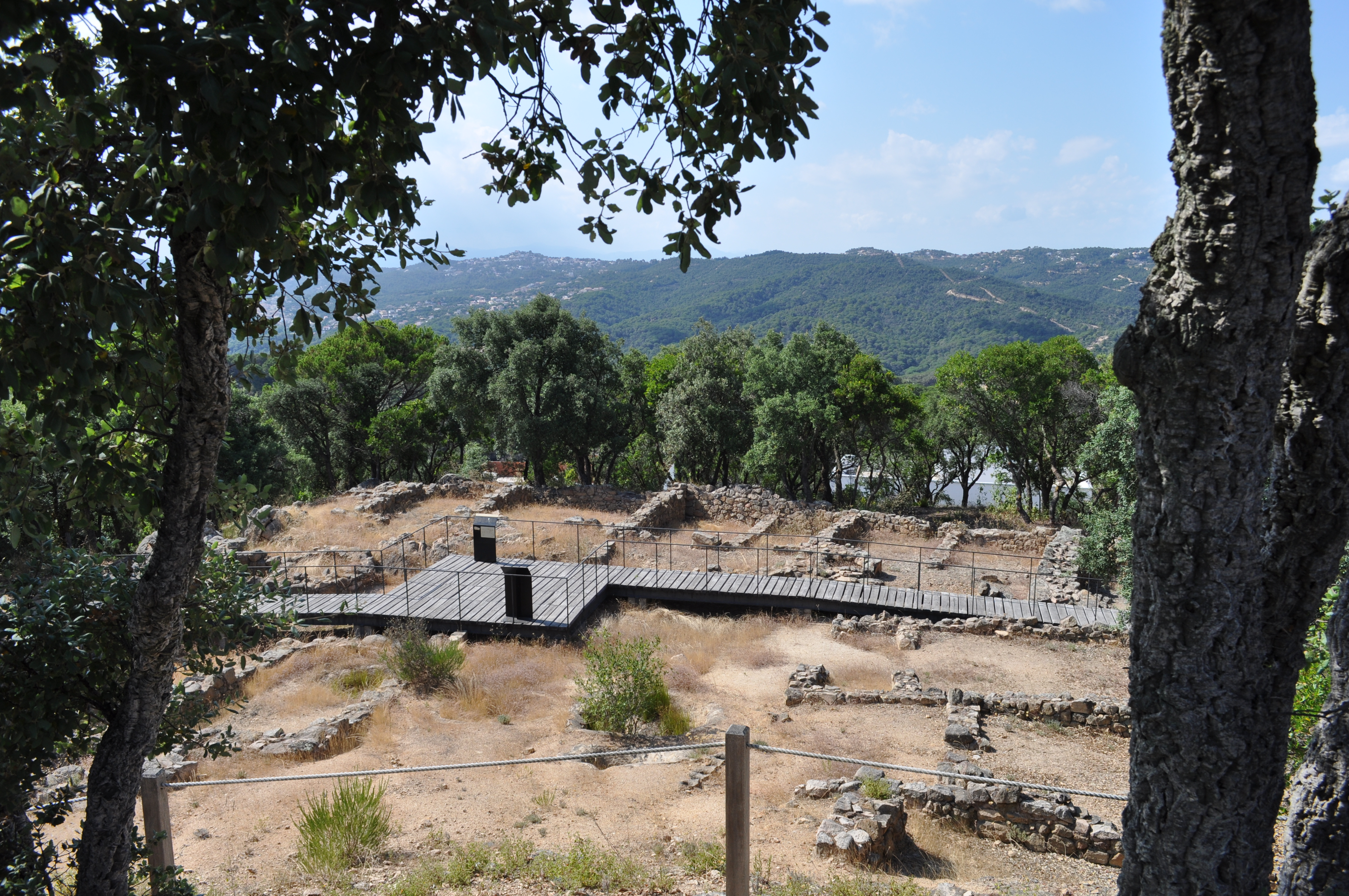
Ausgrabungsstätte

Der weite Blick war wahrscheinlich der Grund für die Anlage einer iberischen Befestigung auf dem Hügel. Von hier aus kann man ebenfalls die iberischen Fundstellen in Montbarbat (ca. 6,5 km Entfernung, Richtung Landesinneres), Turó de Sant Joan de Blanes (ca. 6 km Entfernung, Richtung Süden) und Turó Rodó (ca. 2 km Entfernung, Richtung Meer) sehen.
Die Befestigungsanlage wurde Mitte des dritten vorchristlichen Jahrhunderts, also zwischen dem ersten und zweiten punischem Krieg errichtet und etwa ein halbes Jahrhundert genutzt. Nach dem zweiten punischen Krieg, etwa um 200 vor Christus wurde die Anlage aufgegeben.
An drei Seiten wurde die Anlage von Mauern umgeben, die südöstliche Bewehrung stellt eine Anhöhe dar. Zwei Wachtürme flankierten die 650 m² große Verteidigungsanlage. Innerhalb der Festung waren 11 rechteckige Gebäude mit jeweils zwei oder drei Zimmern an die Verteidigungsmauer angebaut. Die Mitte bildete einen freien Platz.

## Ausgrabungen
Im Jahr 1943 wurde die Fundstelle entdeckt. Ab dem Jahr 1968 fanden sporadische, in den Jahren 1975 bis 1986 systematische Grabungen statt. Neben den Mauerresten fanden sich vor allem Keramikfunde, daneben Bronzeschmuck und einige Eisenwerkzeuge.
Heute ist das Gelände zur Vermeidung von Vandalismus eingezäunt. Besichtigungen sind möglich. Es ist Teil der Ruta dels Ibers. Diese Route verbindet iberische Fundstellen in Katalonien und wird vom Museu d'Arqueologia de Catalunya organisiert.

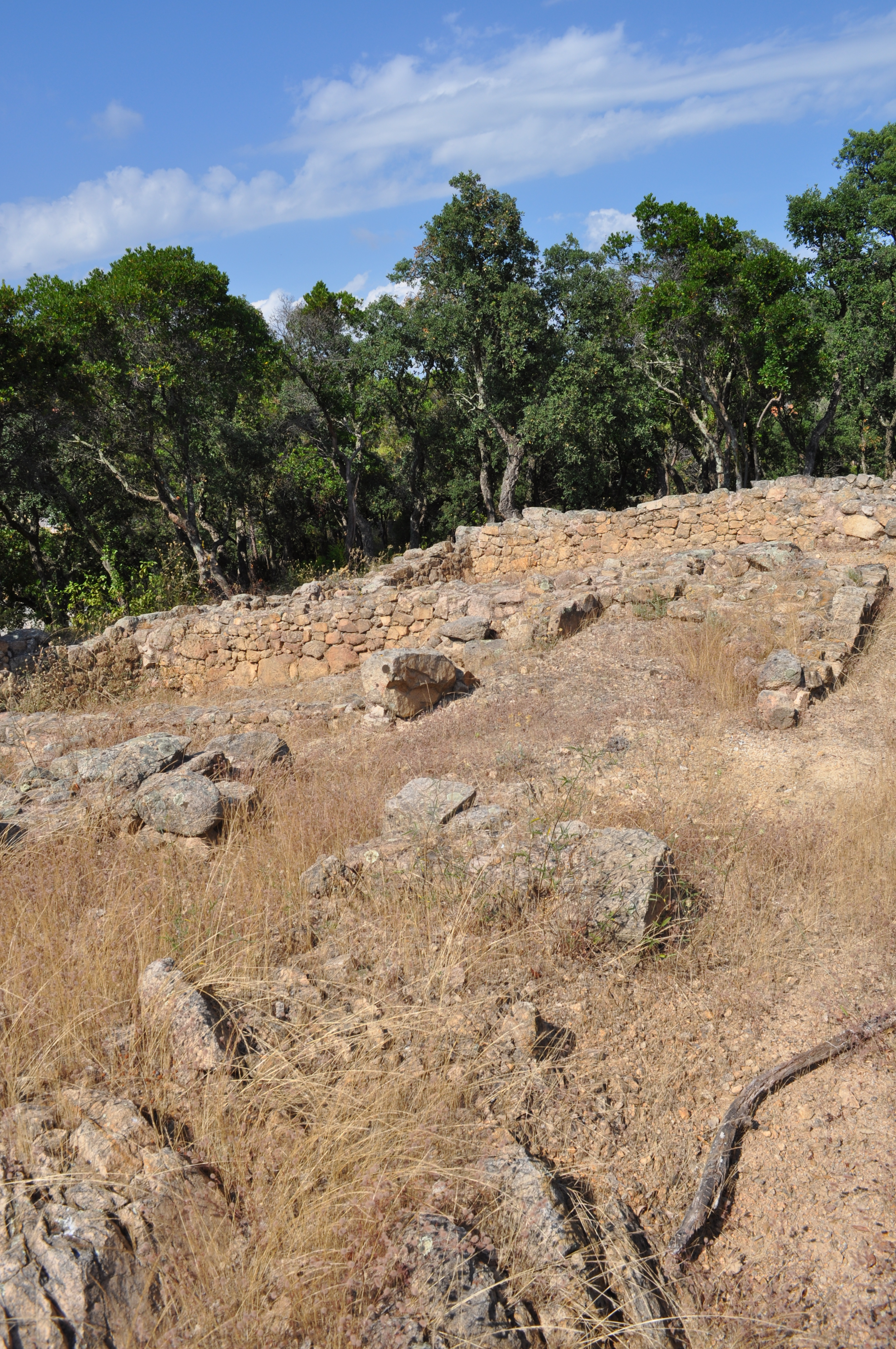
Mauerreste
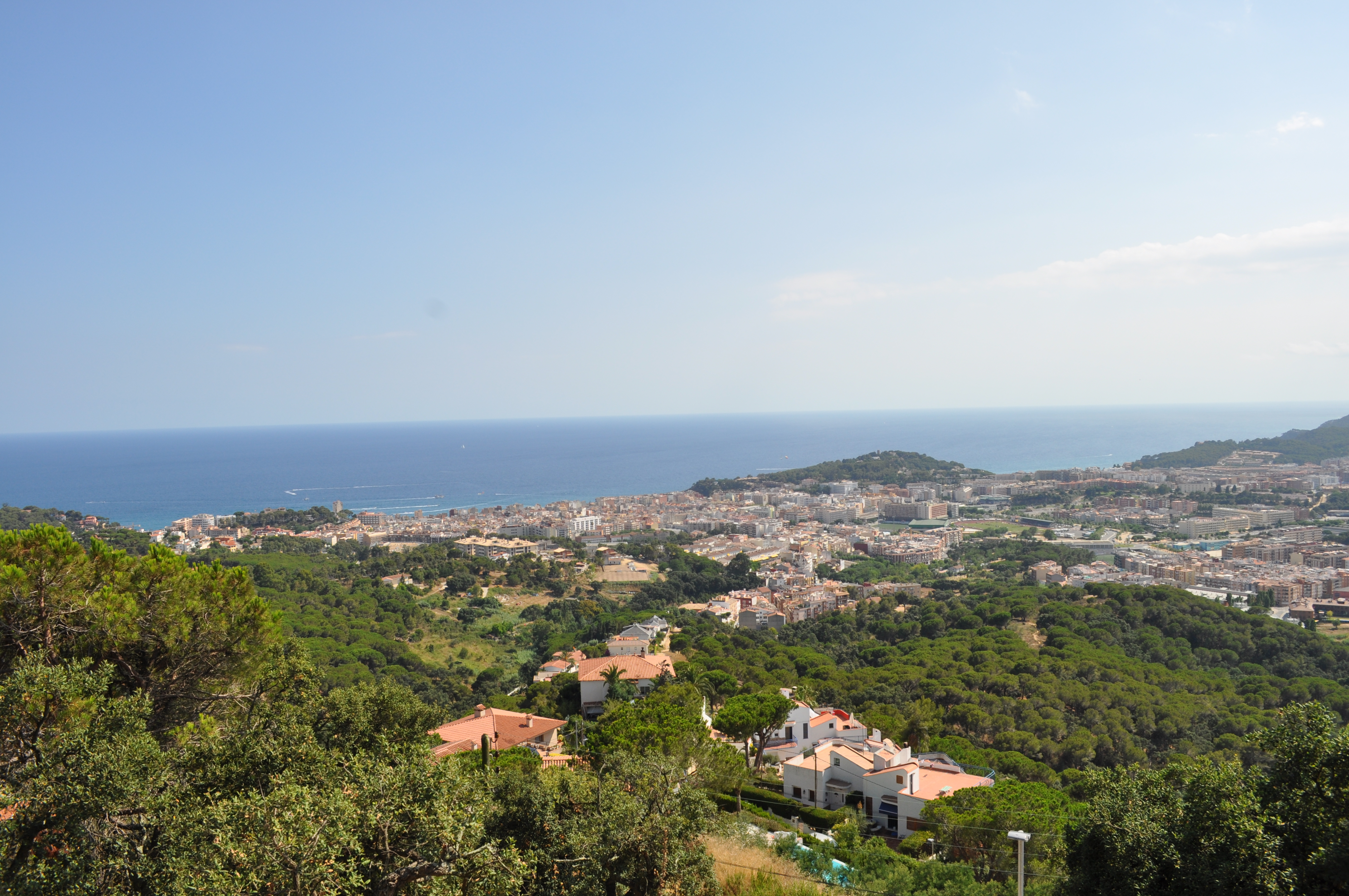
Blick vom Puig de Castellet auf Lloret